# 2017 na televisão canadense
A seguir há uma lista de eventos que afetam a televisão canadense em 2017. Os eventos listados incluem estreias, finais e cancelamentos de programas de televisão e lançamento, encerramento e rebrandings de canais.

## Eventos

### Eventos notáveis

#### Janeiro
| Data | Evento                                                        |
| ---- | ------------------------------------------------------------- |
| 27   | A Shaw Communications desligará a CJBN-TV em Kenora, Ontario. |

#### Março
| Data | Evento                     |
| ---- | -------------------------- |
| 12   | 5.° Canadian Screen Awards |

#### Julho
| Data | Evento |
| ---- | --- |
| 1    | Peter Mansbridge, o âncora do telejornal nacional da CBC Television The National desde 1988, está programado para se aposentar na sequência da transmissão ao vivo do Dia do Canadá da rede. |

## Programas de televisão

### Programas estreando em 2017
As séries atualmente listadas aqui foram anunciadas por suas respectivas redes conforme programado para estreia em 2017. Note que os programas podem ser atrasados ou cancelados pela rede entre agora e suas datas de estreia agendadas.
| Data de início  | Programa                       | Canal              | Fonte  |
| --------------- | ------------------------------ | ------------------ | ------ |
| 1 de janeiro    | Ransom                         | Global             | [ 4 ]  |
| 3 de janeiro    | Heavy Rescue: 401              | Discovery          | [ 5 ]  |
| 9 de janeiro    | Pure                           | CBC Television     | [ 6 ]  |
| 10 de janeiro   | Workin' Moms                   | CBC Television     | [ 6 ]  |
| 25 de janeiro   | Cardinal                       | CTV                | [ 7 ]  |
| 25 de janeiro   | Mary Kills People              | Global             | [ 8 ]  |
| 17 de fevereiro | True North Calling             | CBC Television     | [ 6 ]  |
| 20 de fevereiro | Bellevue'                      | CBC Television     | [ 6 ]  |
| 24 de março     | What Would Sal Do?             | CraveTV HBO Canada | [ 9 ]  |
| 24 de março     | Canada: The Story of Us        | CBC Television     |        |
| 25 de setembro  | Alias Grace                    | CBC Television     | [ 10 ] |
| por anunciar    | Hardwood                       | CBC Television     | [ 11 ] |
| por anunciar    | The Real Housewives of Toronto | Slice              | [ 12 ] |
| por anunciar    | Bad Blood                      | City               | [ 13 ] |
| por anunciar    | Fubar: The Age of the Computer | City               |        |
| por anunciar    | The Great Canadian Baking Show | CBC Television     |        |
| por anunciar    | The Indian Detective           | CTV                |        |